# Argentotetraedrite-(Cd)
L'argentotetraedrite-(Cd) (simbolo IMA: Attr-Cd) è un minerale molto raro del gruppo della tetraedrite all'interno del quale si trova nel sottogruppo della freibergite; appartiene alla famiglia dei "solfuri e solfosali" e possiede composizione chimica Ag6(Cu4Cd2)Sb4S13.

## Etimologia e storia
L'argentotetraedrite-(Cd) è l'analogo dell'argento Ag6 della tetraedrite-(Cd) (Cu6(Cu4Cd2)Sb4S13), da cui prende il nome.
Il campione tipo del minerale è conservato presso il dipartimento di mineralogia e petrologia del Museo nazionale di Praga (Repubblica Ceca) con il numero di catalogo P1P 8/2022.

## Classificazione
Essendo stata approvata dall'Associazione Mineralogica Internazionale (IMA) nel 2022, l'argentotetraedrite-(Cd) non compare nella classica nona edizione della sistematica dei minerali di Strunz, aggiornata dall'IMA fino al 2009.
Il minerale è presente nell'edizione successiva, proseguita dal database "mindat.org", nella quale l'argentotetraedrite-(Cd) è elencata nella classe "2. Solfuri e solfosali (solfuri, seleniuri, tellururi; arseniuri, antimoniuri, bismuturi; solfoarseniuri, solfoantimoniuri, solfobismuturi, ecc.)" e da lì nella sottoclasse "2.G Solfoarseniuri, solfoantimoniuri, solfobismuturi"; questa viene suddivisa più finemente in base alla presenza o meno di zolfo aggiuntivo, in modo tale da trovare l'argentotetraedrite-(Cd) nella sezione "2.GB Neso-solfoarseniuri, ecc. con S aggiuntivo", dove insieme a molti altri minerali forma il sistema nº 2.GB. in attesa di assegnazione di un numero di gruppo.

## Abito cristallino
L'argentotetraedrite-(Cd) cristallizza nel sistema cubico nel gruppo spaziale I43m (gruppo nº 217) con la costante di reticolo a = 10,65(2) Å, oltre ad avere 2 unità di formula per cella unitaria.

## Origine e giacitura
L'argentotetraedrite-(Cd) è stata trovata in un deposito epitermale di oro-argento. La paragenesi è con acantite, argentotetraedrite-(Zn), galena, greenockite, polibasite, pirargirite e tetraedrite-(Zn). Il minerale è molto raro ed è stato trovato solo nella sua località tipo, il deposito di "Rudno nad Hronom-Brehy" (48.40298°N 18.68334°E) nel distretto di Žarnovica (Slovacchia).

## Forma in cui si presenta in natura
L'argentotetraedrite-(Cd) è stata trovata in grani anedrali di dimensioni fino a 30 μm. Il minerale è opaco con lucentezza metallica; il colore è da grigio acciaio ossidato a nero, quello del suo striscio è nero.